# Pisticci-festő
A Pisticci-festő az i. e. 5. század utolsó harmadában Dél-Itáliában alkotó görög vázafestő volt. Pontos születési és halálozási dátuma nem ismert, és mivel nem szignálta alkotásait neve sem maradt ránk. Nevét a Metapontiontól húsz kilométerre nyugatra lévő Pisticci településről kapta, ahol számos vázáját megtalálták. Az ő műhelye volt a legkorábbi dél-itáliai műhely ahol vörösalakos vázákat díszítettek. Két kollégájával együtt, a Küklópsz- és Amükosz-festővel (akiket az ismert legszebb vázájukon ábrázolt jelenetekről neveztek el), főleg Dionüszoszhoz és követőihez, valamit a mindennapi élethez kapcsolódó jelenetekkel díszítettek főleg has-kratéreket.
A Pisticci-festő úgy tűnik az i. e. 5. század harmincas éveiben kezdte karrierjét abból ítélve, hogy alkotásai nagy hasonlóságot mutatnak az akkori Attikai edényekkel, annyira, hogy időnként alig lehet megkülönböztetni tőlük. Nemsokára elkezdte kifejleszteni saját stíluselemeit, főleg a drapériák ábrázolásában és későbbi alkotásai egyre jobban eltávolodnak az attikai előképektől. Vázáin az attikaiakhoz képest a fekete máz kevésbé fényes, fokozatosan egyre mattabbá válik. Legkedveltebb edényformája az olyan típusú has-kratér, amelyeket Athénban tártak fel az i. e. 5. század második feléből. Ezeket legtöbbször két vagy három figurával díszítette, az edények hátoldalán szinte mindig egy fiatal férfi alakjával.
Számos korai vázája, amelyek közül néhányat Metapontion környékén találtak meg hüdria, ezeken általában egy futó vagy álló nőalak látható, valamilyen tárggyal (pl. tükörrel) a kezében. Más ilyen korai edényei has-kratérek, szatírokkal és menádokkal, vagy Erósszal és egy fiatal férfi vagy nőalakkal. Kivételes ábrázolás egy szatír kalapáccsal egy földről felemelkedő istennő mellett, ami feltételezhetően egy színházi jelenetet ábrázol.
Képein a ruhák körvonalai egyenesek és egyszerűek, a test körvonala tisztán kivehető a ruha alatt. A hajat az egykorú attikai gyakorlattal ellentétben általában egy foltként ábrázolta. Az orr vége kicsit felemelkedik, az áll kerek, a nyak viszonylag vékony. A szemet egy kis fekete pontnak jelenítette meg, fölötte a szemöldök egy görbülő vonal, ami miatt sok figurájának arca viszonylag kifejezéstelen. A kezek és lábak rajzai nem túl szépek és időnként a test vonalai is viszonylag szögletesek különösen a térdeknél és a könyököknél. Másodlagos díszítései nagyon egységesek, a kép és az edény pereme között babérkoszorú lekerekedő levelekkel, amelyeken időnként a levél erezetét is megjelenítette, a kép alatt meanderek váltakoznak négyzetekkel bennük normál vagy átlós keresztekkel.

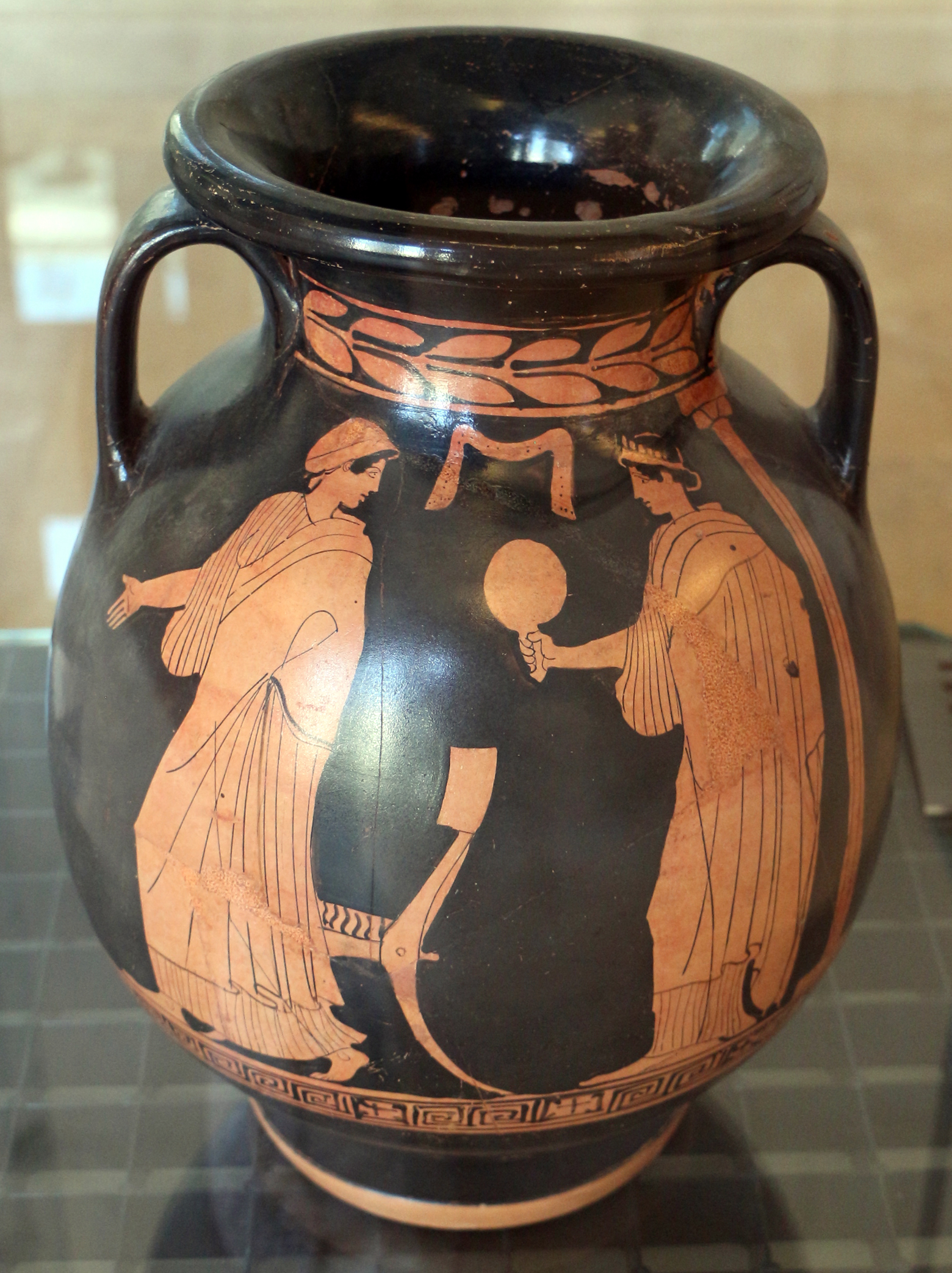
Peliké, Pisticci-festő, i.e. 5. század utolsó harmada

Későbbi, érettebb periódusában a festő három vagy négy alakot is elhelyez a kratérek előoldalán, míg a hátoldalon három fiatal férfit jelenít meg. 
A témák ritkán változnak, bár az üldözéses jeleneteken időnként szakállas, jogart tartó kifejezéstelen arcú figurák is megjelennek. Ehhez a korszakához számos, menádokat és szatírokat ábrázoló edény is tartozik, néhány más vázáján mitológiai jelenet található.
Metapontionban  néhány úgynevezett bagoly szküphoszt olyan kontextusban találtak meg, ami szorosan kapcsolódik a Pisticci-festő munkásságához és ezért majdnem biztosan helyi készítésűek. Mint a görög anyaországi prototípusaikon mindkét oldalukon egy bagoly látható rajtuk olajfa ágak között. Két fajtájuk létezik, az egyiknek két vízszintes fogója van (A típus), a másiknak egy vízszintes és egy függőleges (B típus). Az „A”  típus elterjedtebb volt Dél-Itáliában. Az i. e. 4. században Apuliában is megjelentek, és feltételezhetően Campaniában és Paestumban is gyártották őket.